# Alter Markt 6 (Stralsund)
Alter Markt 6 ist die postalische Adresse eines unter Denkmalschutz stehenden historischen Gebäudes im Stadtgebiet Altstadt der Stadt Stralsund an der Westseite des Alten Marktes. Es befindet sich im Kernbereich des UNESCO-Welterbes mit dem Titel Historische Altstädte Stralsund und Wismar. In die Liste der Baudenkmale in Stralsund ist es mit der Nummer 8 eingetragen.

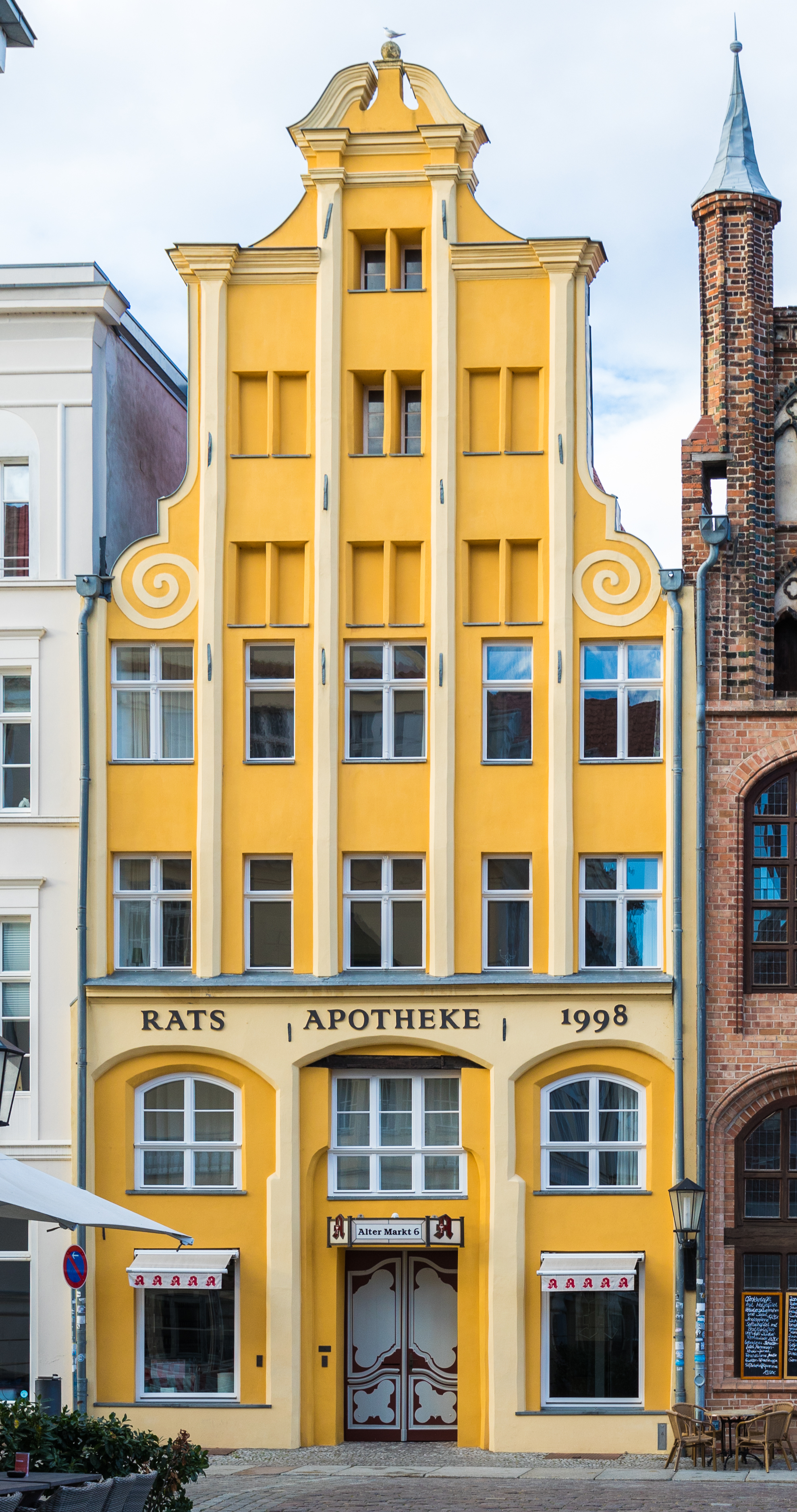
Haus am Alten Markt 6 in Stralsund

## Beschreibung
Das viergeschossige Giebelhaus mit zwei Speichergeschossen und einem dreigeschossigen Giebel wurde 1357 durch die Familie Wulflam, der auch das Nachbargebäude Nr. 5, Wulflamhaus genannt, gehörte, aus Backstein errichtet. Im 17. Jahrhundert ließen es die Besitzer barock überformen. Im Jahr 1968 erfolgte im Auftrag der Stadtverwaltung die Restaurierung der Fassade und eine Rekonstruktion des unteren Bereiches.
Nach der Wende und der Neuordnung der Bundesländer wurde das Gebäude saniert. Von der barocken Überformung des 17. Jahrhunderts sind die seitlichen Voluten sowie der Giebelaufsatz erhalten.

## Geschichte
Bis in die Mitte des 19. Jahrhunderts waren Besitzer des Hauses, das bis zur Reform der Straßennamen 1869 die Hausnummer Alter Markt D 132 trug, Kaufleute, Juristen und Geistliche. Einige Stralsunder Bürgermeister wohnten hier, so Anfang des 18. Jahrhunderts Johann Friedrich Zander, dem die Witwe des Pfarrers Paul Rehfeldt von St. Nikolai als Eigentümerin folgte. Diese verkaufte das Haus für 5200 Reichstaler an Joachim Heinrich Reimer, einen Kaufmann. Seinem Sohn C. H. F. Reimer, der das Haus sowie die benachbarte Nr. 7 am 1. Januar 1790 geerbt hatte, folgte als Besitzer 1842 der Kammerrat Ferdinand August Spalding und bereits 1844 der Gastwirt Adolph Krüger.
Ab den 1870er Jahren befand sich im Haus die Steindruckerei von Besitzer C. Röpke. Der Besitz an der Firma ging später an den Lithografen Wilhelm Schönberg, der am 1. April 1890 die Werkstatt in das Wulflamhaus verlegte. Der Bäckermeister Johann Ahrens betrieb ab Oktober 1900 im Haus eine Bäckerei.
Nach der Sanierung 1997/1998 zog die historische Ratsapotheke ein, die sich nach der Gründung 1545 durch Franziskus Joel auf der Ostseite des Alten Marktes anstelle des heutigen Commandantenhuses befand, ab 1600 im Artushof und ab 1680 im Haus Alter Markt 4. 1734 zog die Ratsapotheke in die Heilgeiststraße 26. Ein Bombenangriff auf Stralsund am 6. Oktober 1944 zerstörte das Gebäude. Die Ratsapotheke zog nach dem Krieg in das Wulflamhaus; seit 1998 betreibt Peter Cramer die Apotheke im Haus Alter Markt 6.